# Рейтер, Джастин
Джастин Рейтер (англ. Justin Reiter, род. 2 февраля, 1981 года, Траки, округ Невада, штат Калифорния, США) — американский сноубордист, выступающий в параллельном гигантском слаломе и параллельном слаломе.
- Серебряный призёр Чемпионата мира 2013 в параллельном слаломе;
- Бронзовый призёр этапа Кубка мира в параллельном гигантском слаломе;
- Победитель этапа Кубка Европы в гигантском слаломе.

Джастин Рейтер пропустил предыдущую Олимпиаду, потому что у него попросту не было денег на соответствующую подготовку, экипировку и перелеты. Чтобы отправиться выступать на Олимпиаду  в Сочи, Джастин решил накопить нужное количество средств и прожил последний год в собственной машине. Даже испытывая неудобства и ограничивая себя во всем, спортсмен не прекратил упорных тренировок и, не сворачивая, шёл к своей первой в жизни Олимпиаде. Как признается сам Джастин Рейтер бытовые удобства не главное, его мечта – участие в Олимпиаде и, конечно, победа.